# Permiano
| Período Permiano Há 298.9–252.17 milhões de anos PreЄ Є O S D C P T J K Pg N | |
| | |
| Teor médio de o2 atmosférico durante o período | ca. 23 Vol % (115 % do nível atual) |
| Teor médio do CO2 atmosférico durante o período | ca. 900 ppm (3 vezes o nível pré-industrial) |
| Temperatura média da superfície durante o período | ca. 16 °C (2 °C acima do nível atual) |
| Nível do mar (acima dos dias de hoje) | Relativamente constante a 60 m no Permiano inicial; diminuindo fortemente durante o Permiano médio até a uns constantes 20 m no Permiano tardio. |
| Período Permianoview • Discussão • -300 —–-295 —–-290 —–-285 —–-280 —–-275 —–-270 —–-265 —–-260 —–-255 —–-250 —P a l e o z o i c o Carboní- fero C i s u r a l i a n oG u a d a l u p i a n oL o p i n g i a n oAsselianoSakmarianoArtinskianoKungurianoRoadianoWordianoCapitanianoWuchiapingianoChanghsingiano Triássico ←Extinção em massaP e r m i a n oEventos-chave do período Permiano. Escala do eixo: milhões de anos antes do presente. | |

O Permiano ou Pérmico é um período geológico que se estende de 298,9 ± 0,15 a 252,17 ± 0,06 milhões de anos. É o último período da era Paleozoica, após o período Carbonífero e antes do período Triássico do Mesozoico. O termo foi introduzido pela primeira vez em 1841 pelo geólogo Roderick Murchison, em homenagem a Krai de Perm, na Rússia, onde estratos do período foram originalmente encontrados.
O Permiano testemunhou a diversificação dos amniotas iniciais até os grupos ancestrais dos mamíferos, tartarugas, lepidossauros e arcossauros. O planeta, na época, possuía um único supercontinente conhecido como Pangea, cercado por um oceano global chamado Pantalassa. As florestas extensas do Carbonífero haviam desaparecido, deixando para trás vastas regiões de deserto árido no interior continental. Répteis, que podiam lidar melhor com condições mais secas, predominaram no lugar de seus ancestrais, os anfíbios. O período Permiano (e a era Paleozoica) terminou com a maior extinção em massa na história do planeta Terra, em que cerca de 90% das espécies marinhas e 70% das espécies terrestres desapareceram.
No Brasil, a formação Irati pertence a este período. No Sudoeste do Rio Grande do Sul há uma área com fósseis do Permiano que datam a 270 milhões de anos. Merecendo destaque para o chamado Mesosaurus brasiliensis, um pequeno réptil aquático encontrado pelo geólogo estadunidense Israel Charles White, na cidade de Irati, no Paraná, em 1908, e cuja similaridade com a espécie sul-africana do fóssil ajudou nos argumentos da teoria da deriva continental do cientista alemão Alfred Wegener.
Encontrava-se apenas num período de transgessão marinha.

## Descoberta
O termo Permiano foi introduzido na geologia em 1841 por Roderick Murchison, presidente da Sociedade Geológica de Londres, que identificou estratos típicos em extensas áreas de explorações russas realizadas com Edouard de Verneuil. Murchison afirmou em 1841 que ele chamou o seu "Sistema de Permiano", em homenagem ao antigo reino de Permia, e não por causa da pequena cidade de Perm, como geralmente é assumido. A região encontra-se agora na Krai de Perm, na Rússia.

## Subdivisões
Subdivisões oficiais do Sistema Permiano, da camadas mais recente para as camadas rochosas mais antigas são:
Permiano Superior ou Lopingiano, Tatariano ou Zechsteino, [260,4 ± 0,7 - 251,0 ± 0,4 milhões de anos]
- Changhsingiano [253,8 ± 0,7 – 251,0 ± 0,4 milhões de anos]
- Wuchiapingiano [260,4 ± 0,7 – 253,8 ± 0,7 milhões de anos]
- Outros:
  - Waiitiano (Nova Zelândia) [260,4 ± 0,7 – 253,8 ± 0,7 milhões de anos]
  - Makabewano (Nova Zelândia) [253,8 – 251,0 ± 0,4 milhões de anos]
  - Ochoano (America do Norte) [260,4 ± 0,7 – 251,0 ± 0,4 milhões de anos]

Permiano Médio ou Guadalupiano [270,6 ± 0,7 – 260,4 ± 0,7 milhões de anos]
- Capitaniano [265,8 ± 0,7 – 260,4 ± 0,7 milhões de anos]
- Wordiano [268,0 ± 0,7 – 265,8 ± 0,7 milhões de anos]
- Roadiano [270,6 ± 0,7 – 268,0 ± 0,7 milhões de anos]
- Outros:
  - Kazaniano ou Maokoviano (Europeu) [270,6 ± 0,7 – 260,4 ± 0,7 milhões de anos]
  - Braxtoniano (Nova Zelândia) [270,6 ± 0,7 – 260,4 ± 0,7 milhões de anos]

Permiano Inferior ou Cisuraliano [299,0 ± 0,8 – 270,6 ± 0,7 milhões de anos]
- Kunguriano (Ireniano / Filippoviano / Leonard) [275,6 ± 0,7 – 270,6 ± 0,7 milhões de anos]
- Artinskiano (Baigendziniano / Aktastiniano) [284,4 ± 0,7 – 275,6 ± 0,7 milhões de anos]
- Sakmariano (Sterlitamakiano / Tastubiano / Leonard / Wolfcamp) [294,6 ± 0,8 – 284,4 ± 0,7 milhões de anos]
- Asseliano (Krumaiano / Uskalikiano / Sureniano / Wolfcamp) [299,0 ± 0,8 – 294,6 ± 0,8 milhões de anos]
- Outros:
  - Telfordiano (Nova Zelândia) [289 – 278]
  - Mangapiriano (Nova Zelândia) [278 – 270,6]

## Clima
No final deste período, ocorreu a conclusão da formação do supercontinente Pangea, devido à acreção das placas continentais (facto resultante da ocorrência de forças tectónicas). O desaparecimento dos mares fez com que o clima se tornasse mais seco no continente. Longe dos ventos que traziam a umidade do mar, estas regiões converteram-se em desertos colossais, o que possivelmente dificultava muito a sobrevivência de animais e plantas.
O clima mais seco também fez diminuir as grandes florestas e pântanos (abundantes no Carbónico), assim os níveis de oxigênio da atmosfera também diminuíram até os níveis actuais, ou talvez até mesmo um pouco inferiores.

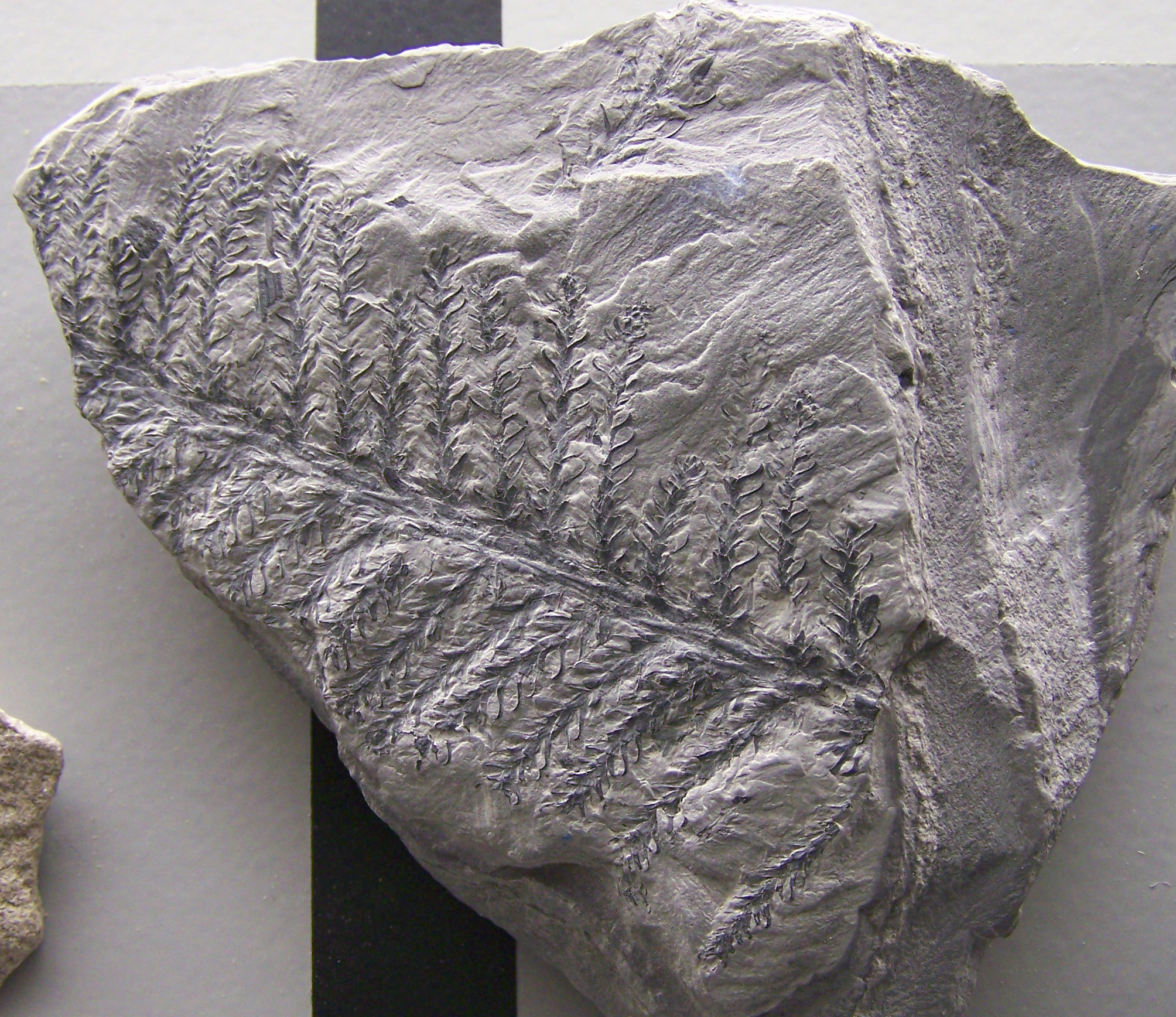
Fóssil de Walchia piniformis, conífera do Permiano.

## Flora
A flora é caracterizada pelo surgimento e pela proliferação das coníferas, que se tornam as plantas dominantes a partir deste período e se mantém até o período Cretáceo, quando se dá a proliferação das angiospermas.
Outras plantas comuns da época incluem cicadáceas e as chamadas samambaias com sementes, destas se destaca o gênero Glossopteris. O fóssil mais antigo encontrado até hoje, do período Permiano, é de uma Glossopteris.

## Fauna
Relativamente à fauna, se destacam o maior desenvolvimento e diversificação dos répteis; que passam a dominar definitivamente o mundo, atingindo grandes porte (ex. Moschops) e o topo da cadeia alimentar (ex. Dimetrodon); e a decadência dos artrópodes gigantes; que se extinguem neste período. Com a queda do nível de oxigênio da atmosfera, os artrópodes terrestres já não podiam manter o grande porte, embora no início do Permiano algumas espécies ainda persistiam (ex.: Apthoroblattina).
No Permiano ainda não existiam lissanfíbios (anfíbios modernos), mamíferos, tartarugas, lepidossáurios (lagartos), pterossauros e nem dinossauros, mas os ancestrais de todos estes grupos já existiam, prontos para evoluir e lhes dar origem durante o Triássico.
A fauna terrestre do período se destacam um grupo de répteis que se acredita terem sido os ancestrais dos mamíferos e inclusive compartilhavam mais características com estes do que com os répteis atuais, os sinapsídeos, os quais se dividiam em dois grupos principais: os pelicossáurios (mais primitivos e que se extinguiram ao final do período) e os terapsídeos (que sobreviveram incluso a extinção massiva do final do período).
Nas águas doces havia anfíbios gigantes e no mar, tubarões primitivos, moluscos cefalópodes, braquiópodes, trilobitas (embora estes já haviam se tornado bem raros) e artrópodes gigantescos conhecidos como escorpiões marinhos. As únicas criaturas voadoras do período eram insetos, muitos deles bem semelhantes as atuais libélulas (ex.: Meganeuropsis permiana).

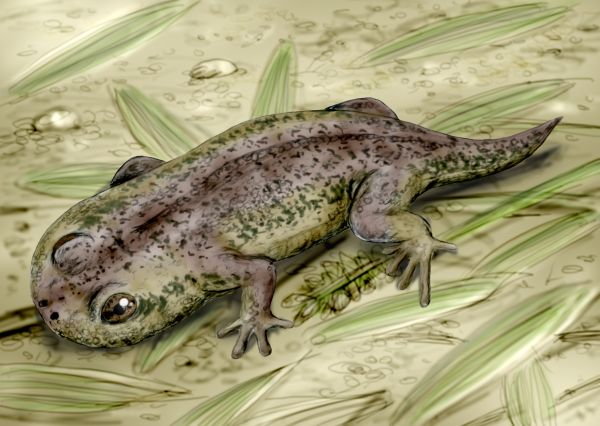
Gerobatrachus Um anfíbio temnospondyli Comprimento: 11 cm
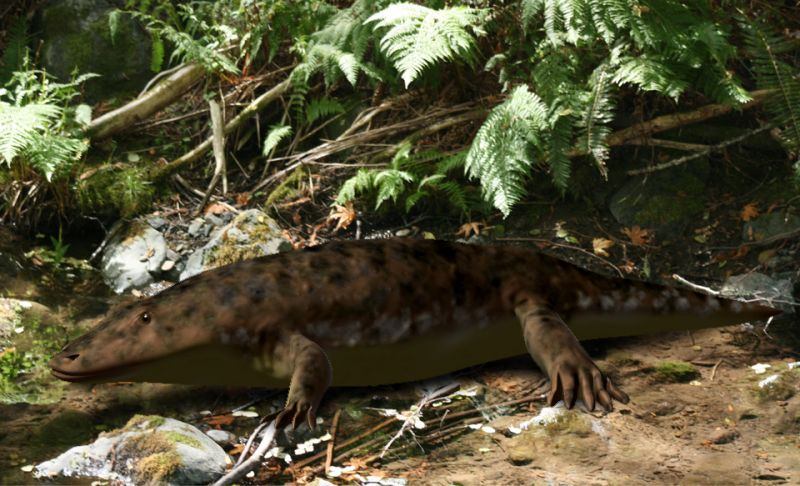
Eryops megalocephalus Um anfíbio labirintodonte Comprimento: 3 m
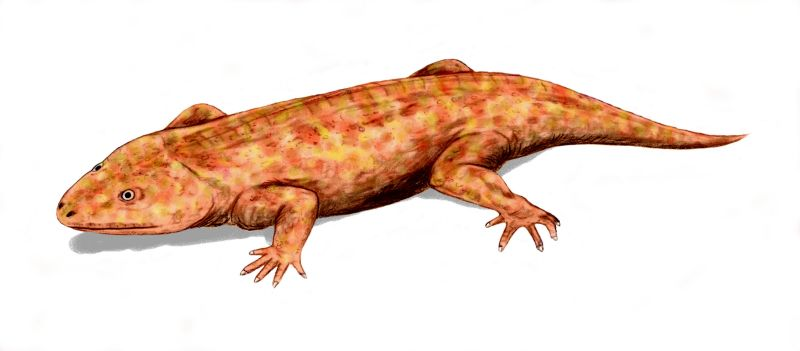
Seymouria ' Um anfíbio reptilomorfo Comprimento: 60 cm
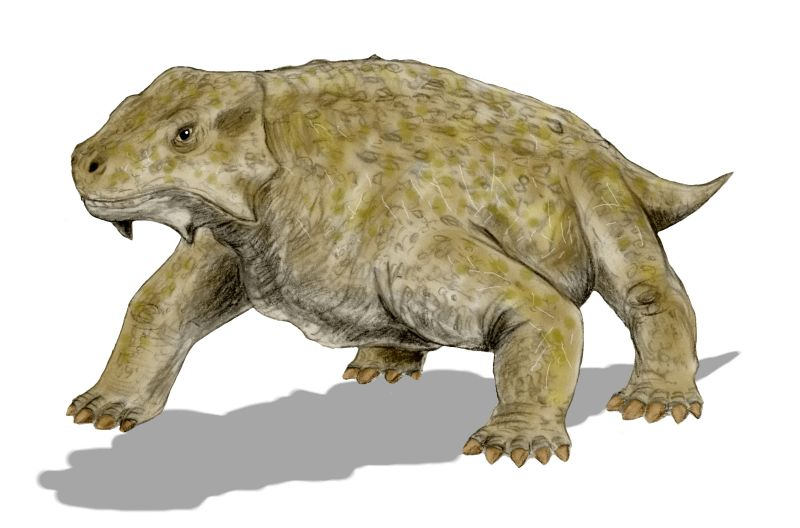
Scutosaurus karpinskii Um réptil anapsídeo Comprimento: 3,5 m
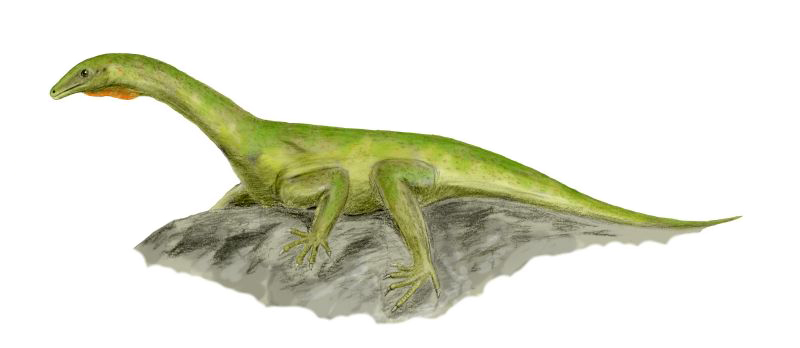
Protorosaurus Um réptil sauropsídeo Comprimento: 2 m
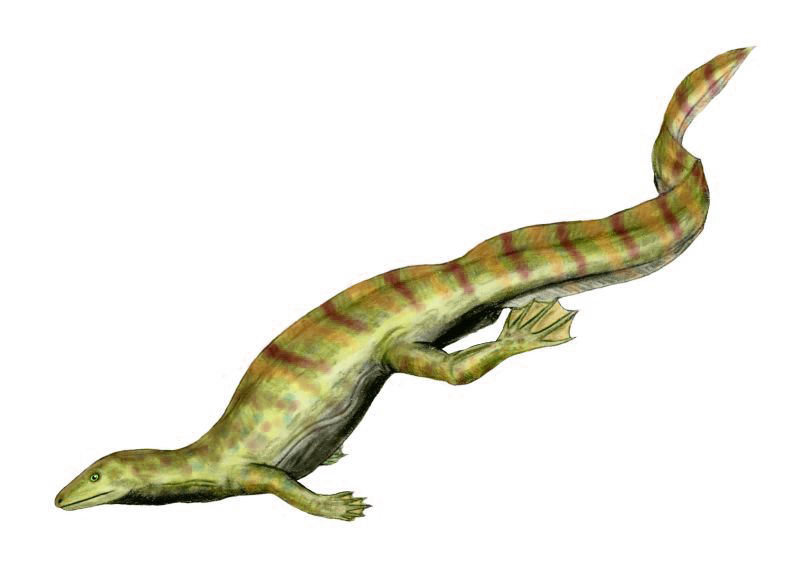
Hovasaurus Um réptil sauropsídeo Comprimento: 50 cm
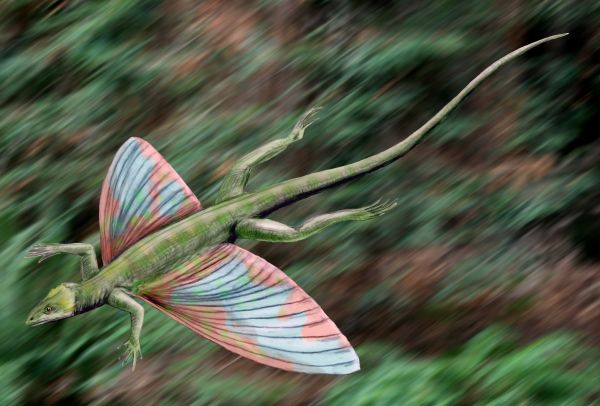
Coelurosauravus Um réptil sauropsídeo Comprimento: 40 cm
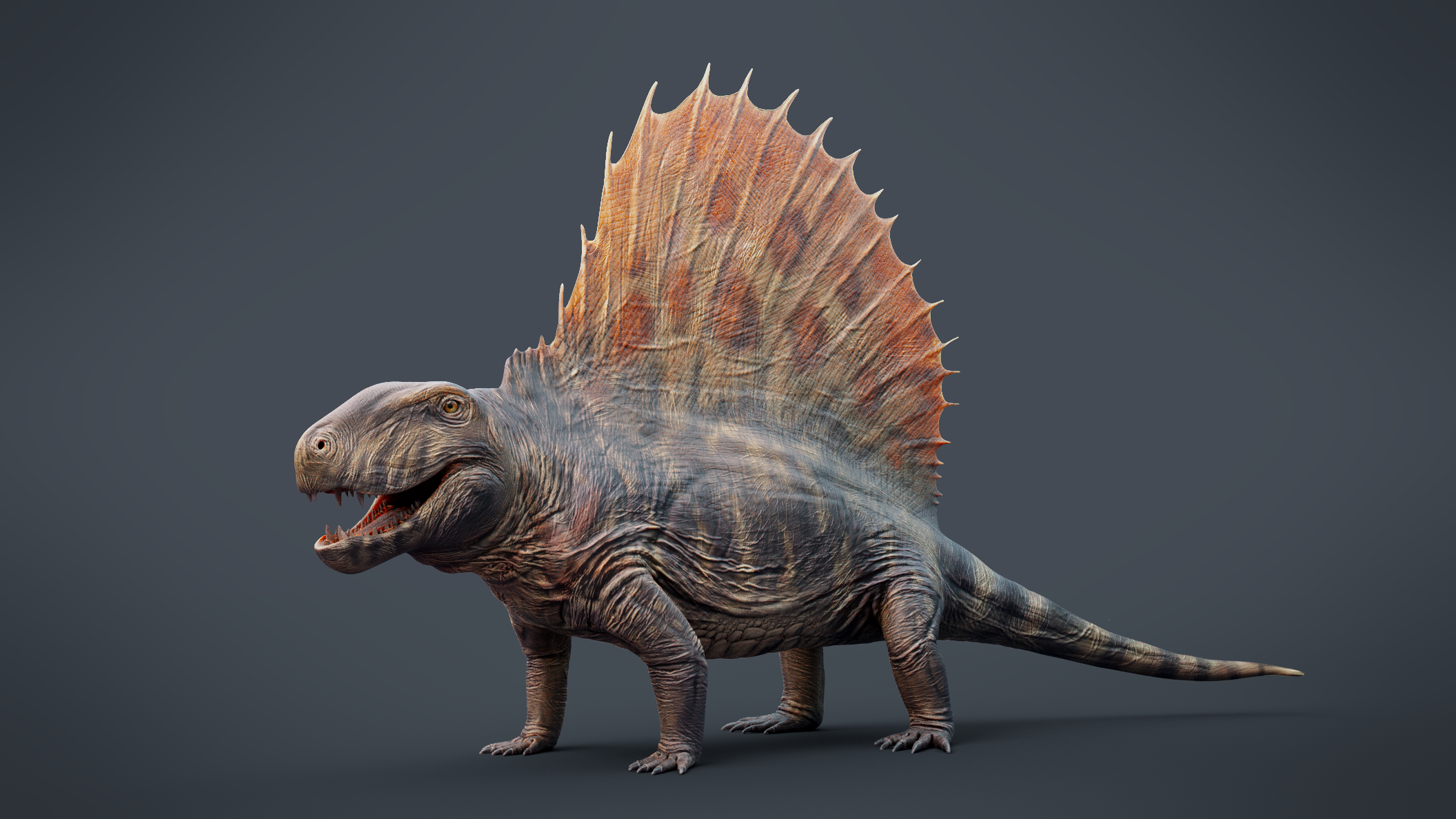
Dimetrodon um réptil pelicossauro Comprimento: 4,6 m
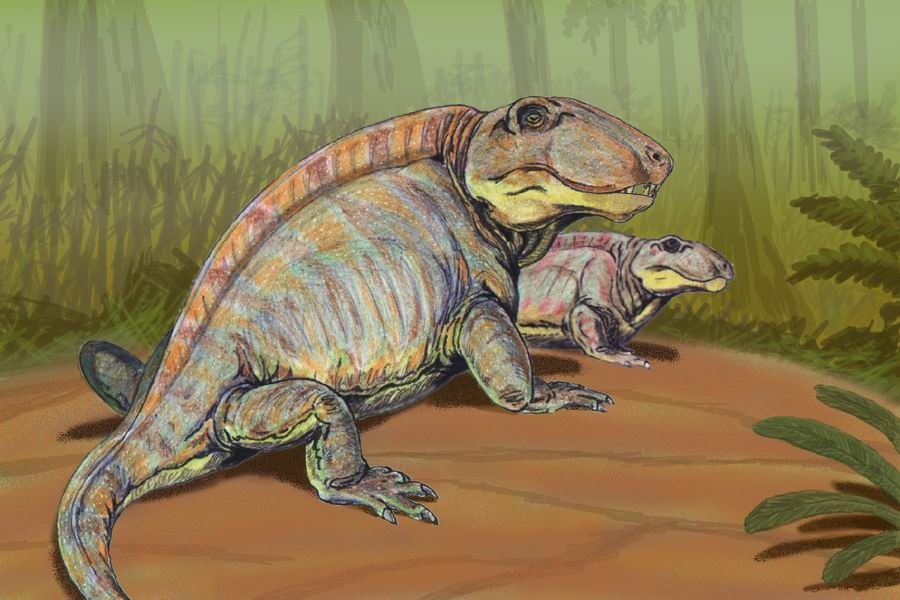
Sphenacodon um réptil pelicossauro Comprimento: 3 m
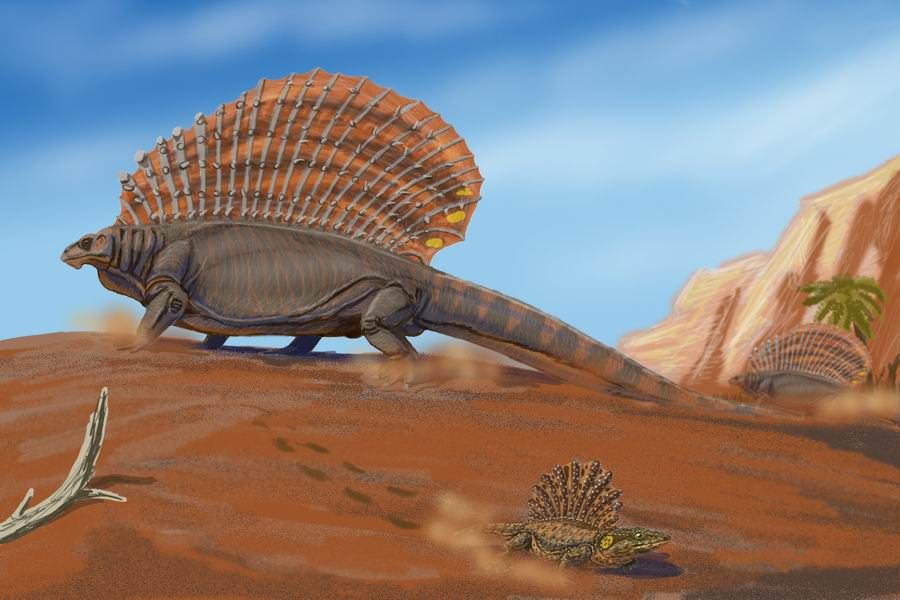
Edaphosaurus Um réptil pelicossáurio Comprimento: 3 m
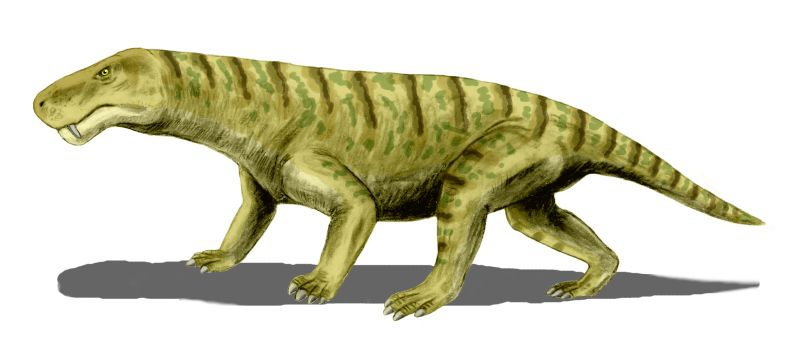
Inostrancevia Um réptil terapsídeo Comprimento: 3.5 m
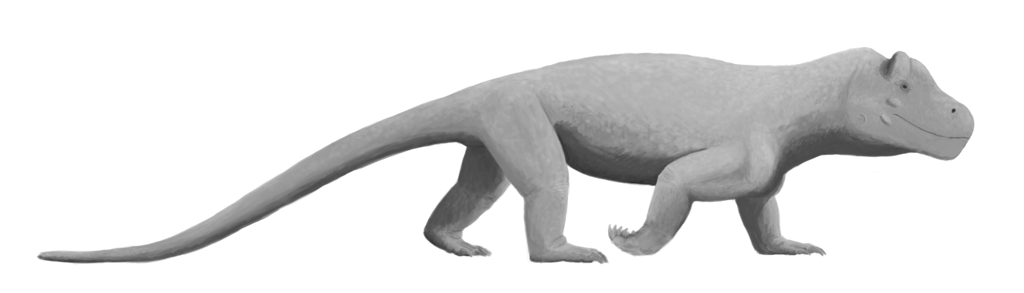
Anteosaurus Um réptil terapsídeo Comprimento: 5 m
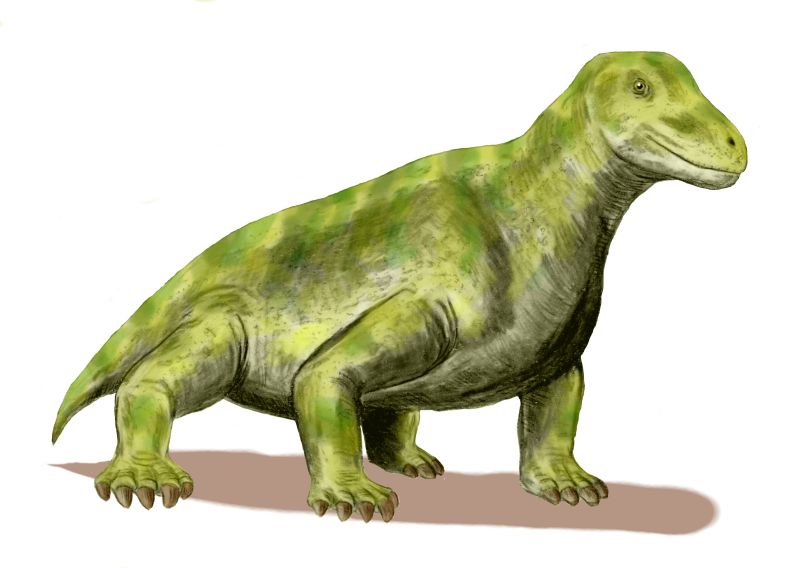
Moschops capensis Um réptil terapsídeo Comprimento: 5 m
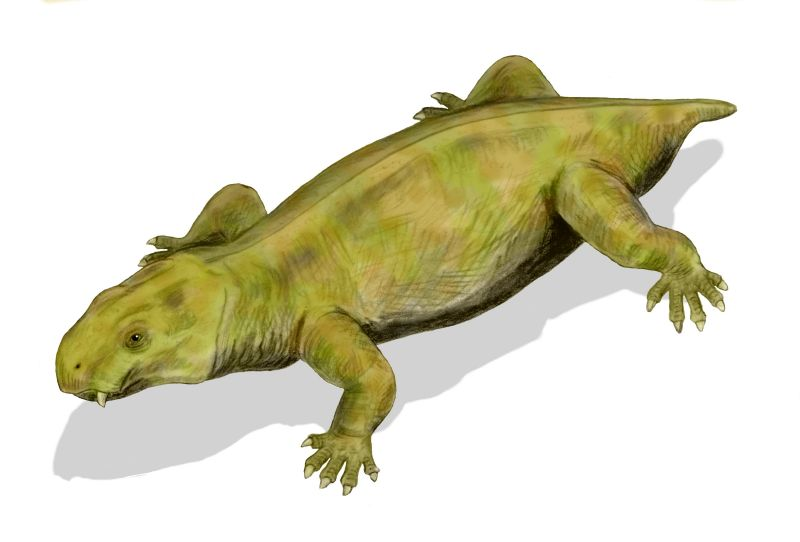
Dicynodon Um réptil terapsídeo Comprimento: 5 m
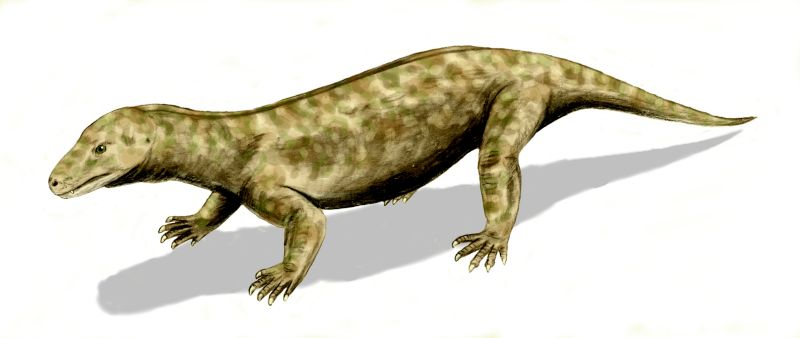
Procynosuchus Um réptil terapsídeo Comprimento: 45 cm
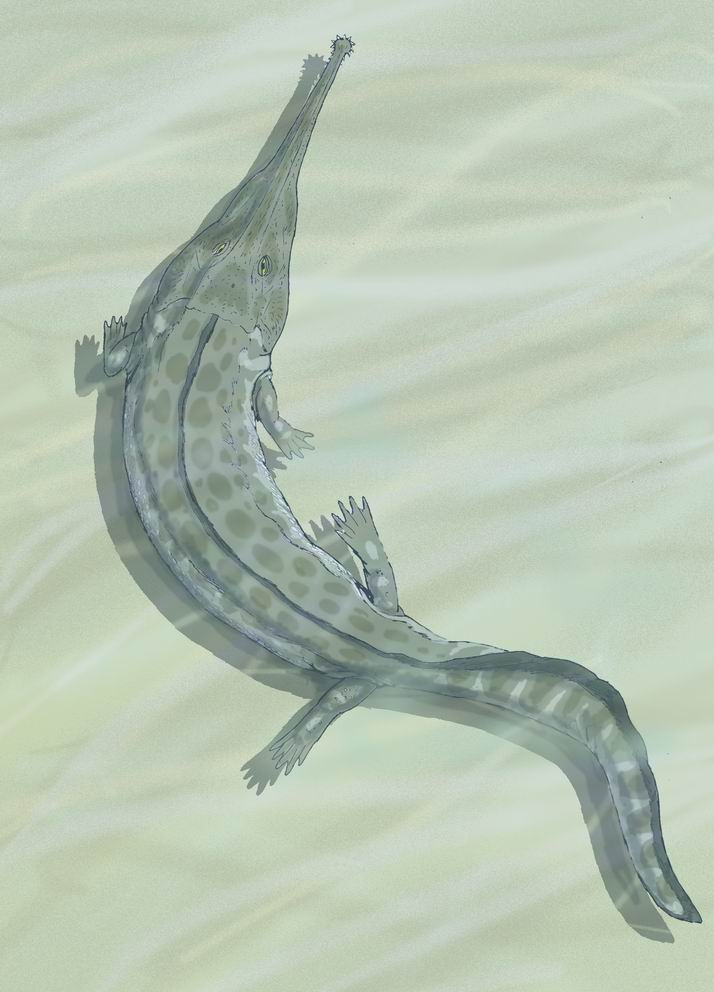
Prionosuchus plummen um anfíbio Comprimento: 9 m
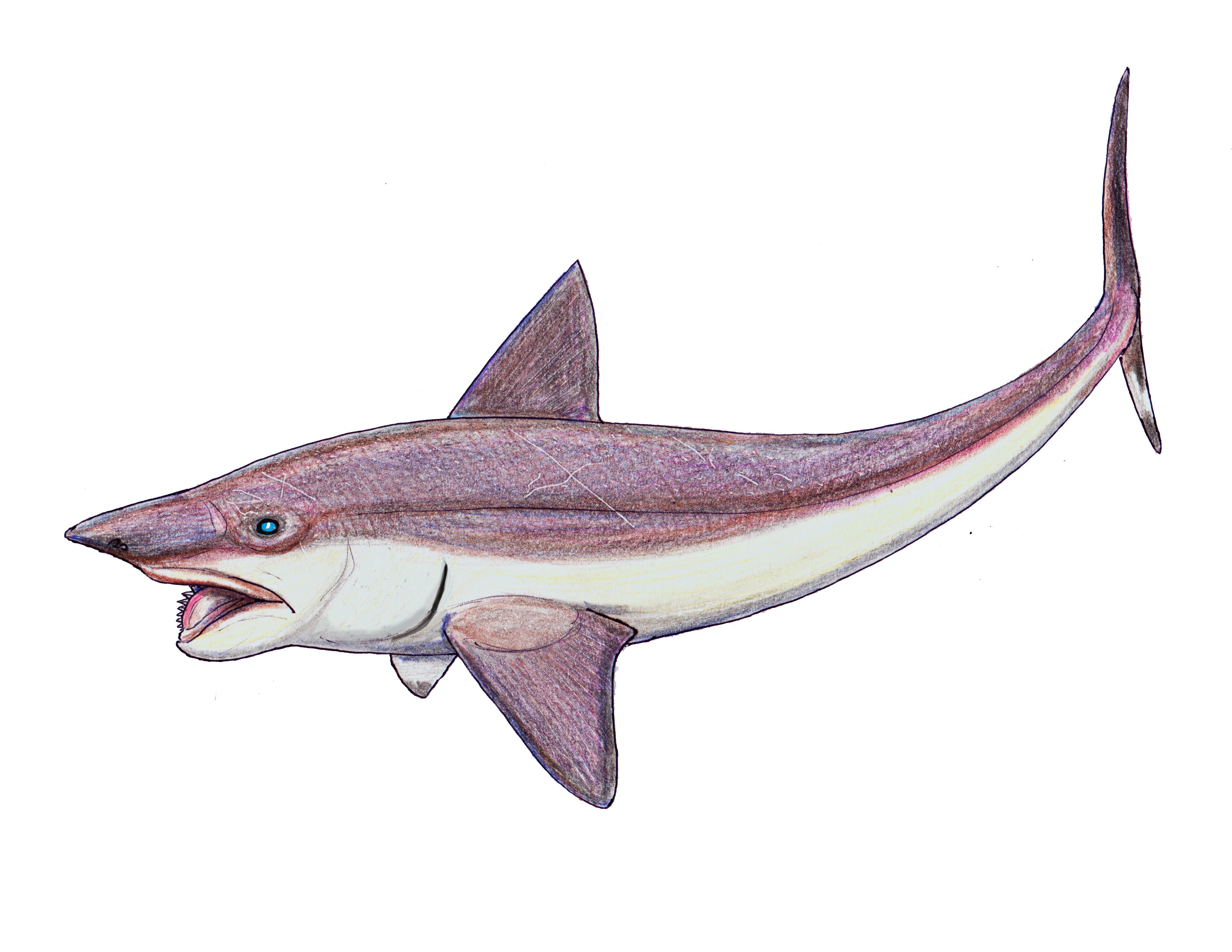
Helicoprion um peixe Comprimento: até 10 m
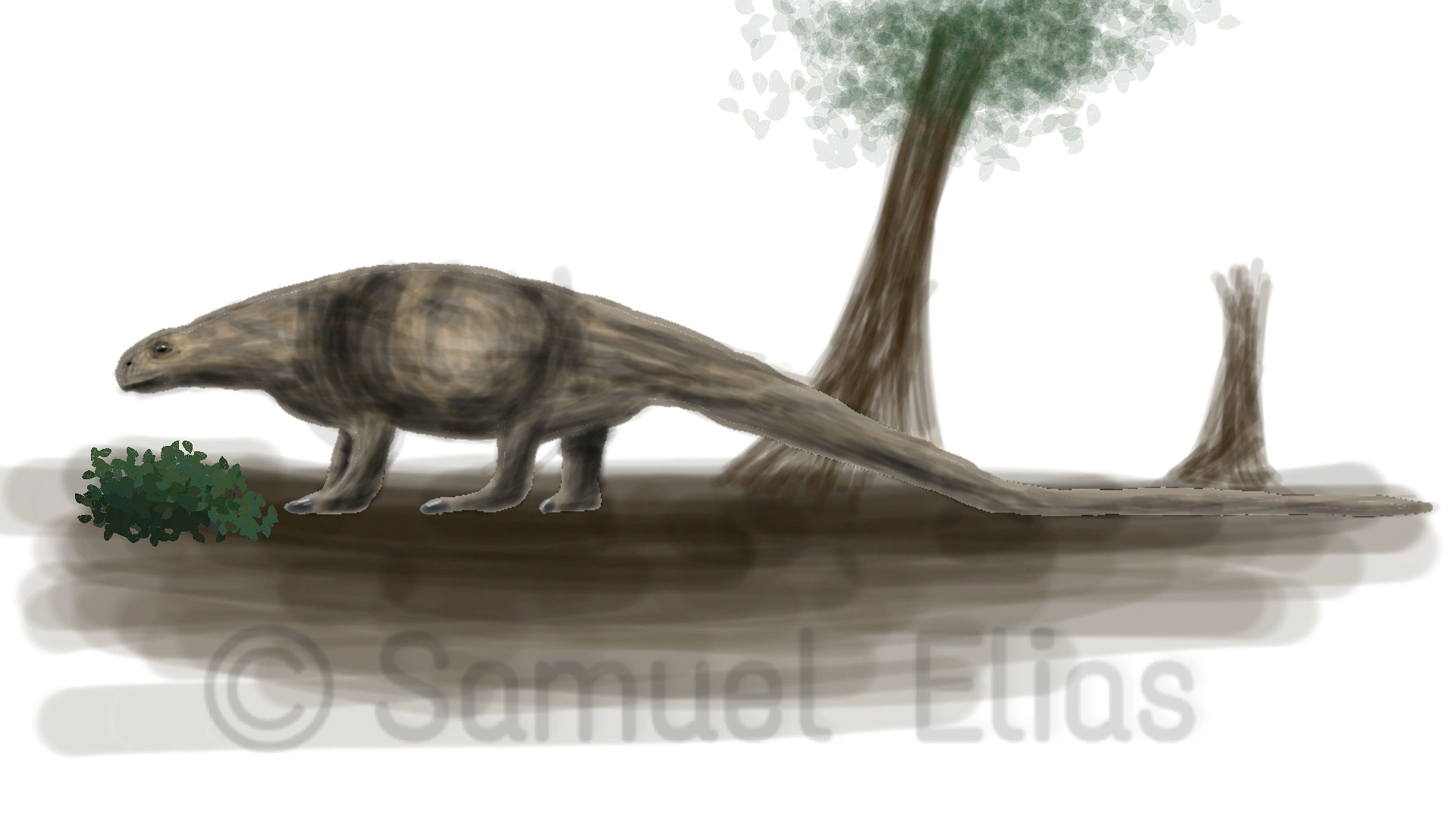
Eunotosaurus africanus Um réptil primitivo parente das tartarugas Comprimento: 30 cm
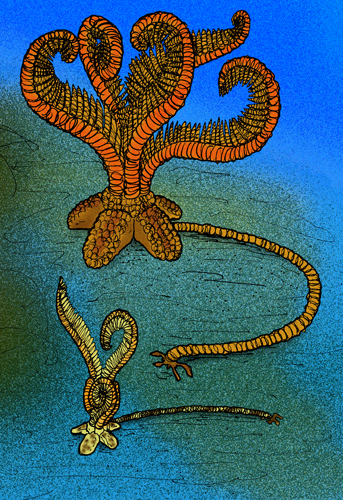
Calceolispongia, um crinoide.
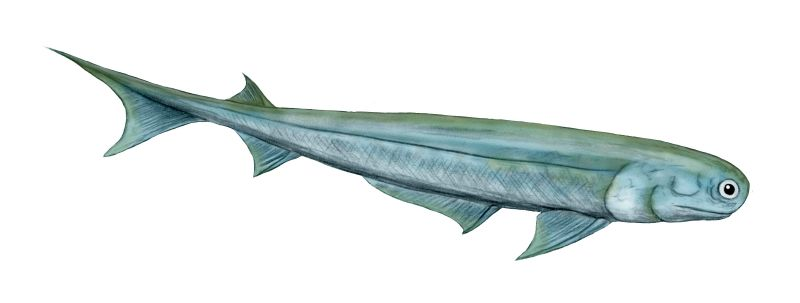
Acanthodes, um peixe.
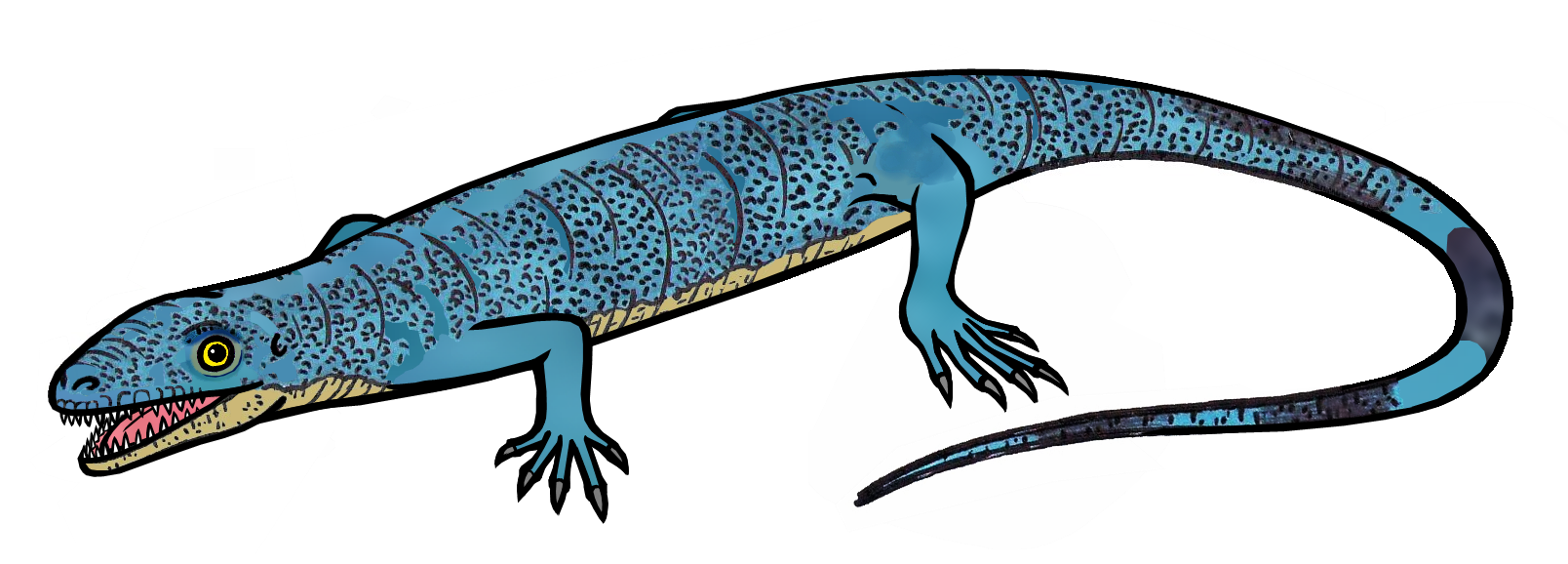
Millerosaurus, um réptil.
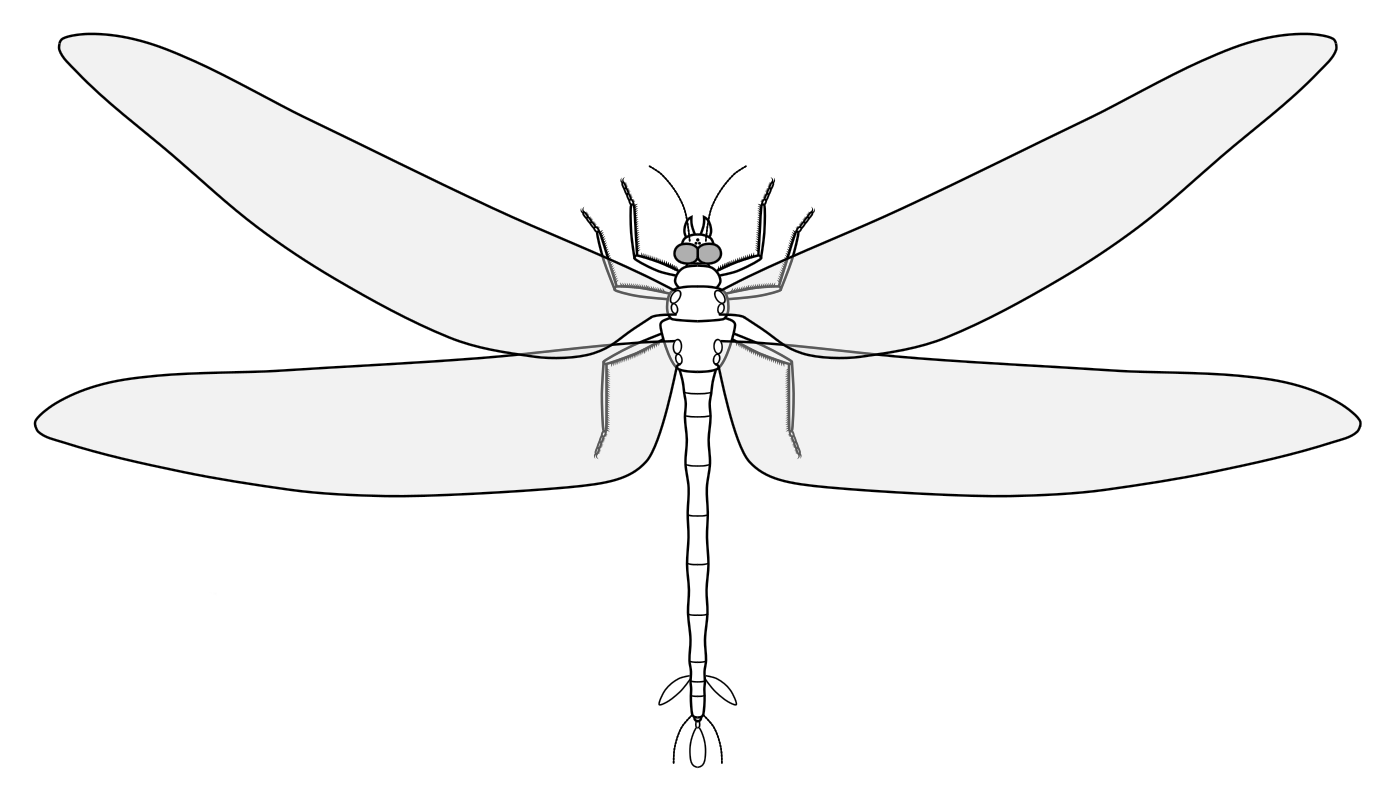
Meganeuropsis, um inseto.
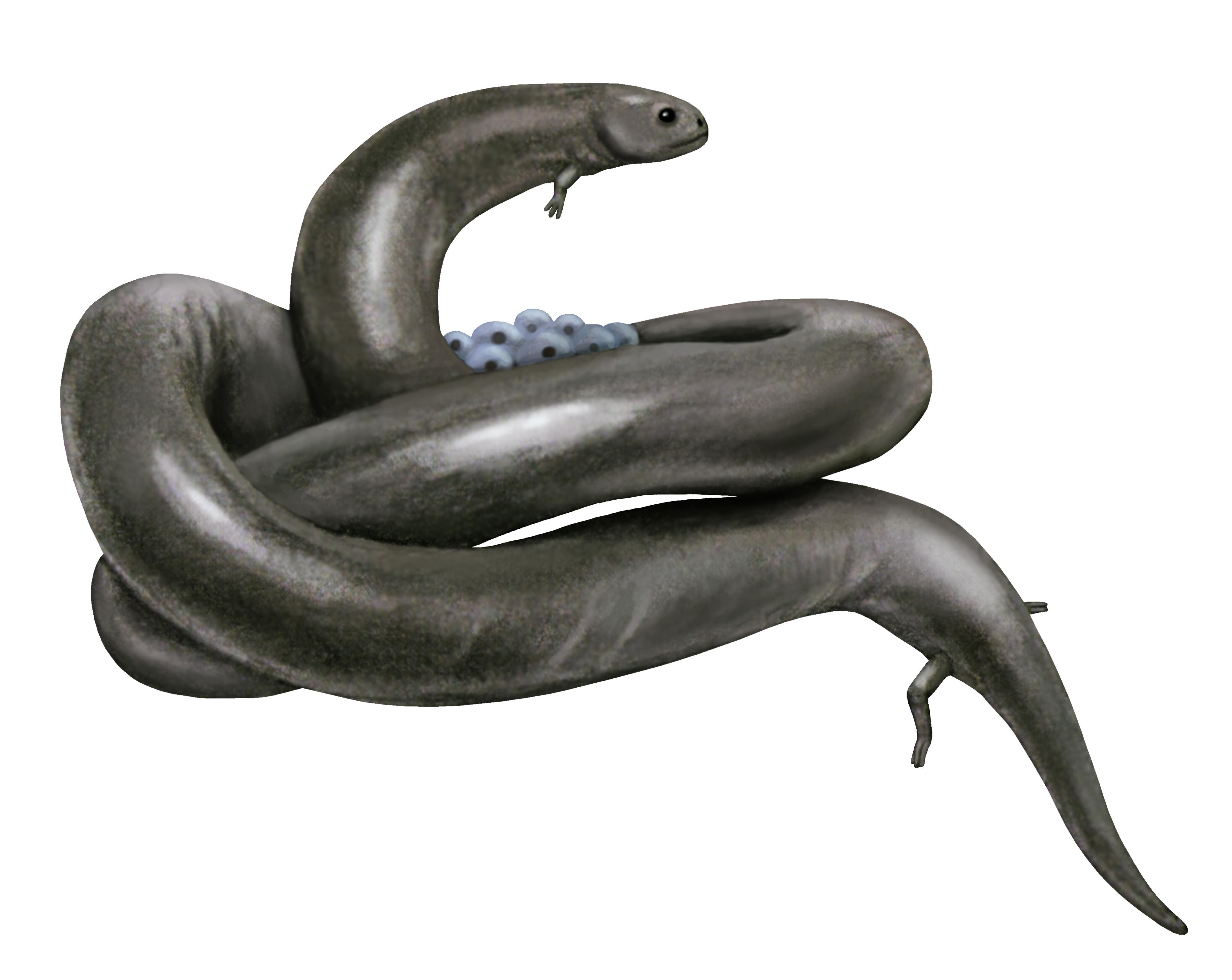
Lysorophus, um anfíbio.

## Extinção Permiana
O final do período Permiano é marcado por uma extinção em massa de proporções nunca antes vistas, onde 95% da vida na Terra desapareceu, incluindo os trilobites e os escorpiões marinhos, esse evento é conhecido como extinção Permo-triássica; porém alguns grupos sobreviveram e voltaram a se desenvolver, entre eles os amonites e os répteis terapsídeos.
As causas de tal extinção permanecem desconhecidas, porém a maioria dos especialistas supõem se tratar de mudanças climáticas extremas e bruscas, chamadas de Hipótese da arma de clatratos. Alguns também aceitam a hipótese da queda de um gigantesco meteoro tê-la causado ou mesmo agravado. Segundo os adeptos desta teoria, o meteoro teria caído em alguma parte onde é hoje o continente da Antártida.